# Valentina Nikonova
Valentina Gennadevna Nikonova (em russo: Валентина Геннадьевна Никонова; Cazã, 5 de março de 1952) é uma ex-esgrimista soviética, especialista em florete que conquistou a medalha olímpica de ouro por equipes nos Jogos Olímpicos de 1976, em Montreal.
Ela também possuí títulos mundiais, continentais e nacionais, incluindo uma medalha de ouro no mundial de Gotemburgo, em 1973. Por causa de seus resultados e contribuições sociais, recebeu um distintivo oficial honorário do Ministério de Assuntos Internos da República do Tartaristão em 2012, e o título de cidadã honorária de Cazã em 2015.

## Carreira

### Jogos Olímpicos
Nikonova participou de apenas uma edição de Olimpíadas, os Jogos de Montreal de 1976. Na ocasião, disputou o evento por equipes, participando somente da primeira fase quando venceu as canadenses Chantal Payer e Fleurette Campeau, mas acabou sendo derrotada por Donna Hennyey e Susan Stewart. Contra as polacas, triunfou em seus embates diante de Barbara Wysoczańska e Krystyna Machnicka-Urbańska. Apesar de não ter participado das demais fases, quando a União Soviética venceu Romênia, Alemanha Ocidental, e França, Nikonova conquistou a medalha de ouro.

### Outras competições
Em campeonatos mundiais, Nikonova se tornou campeã em 1973. No mesmo ano, conquistou uma medalha de prata por equipes e, consequentemente, o título de Mestre de Honra do Esporte. Ela também conquistou duas medalhas de ouro por equipes em 1974 e 1977.
Já nos campeonatos nacionais, contém cinco títulos por equipes consecutivos (1974, 1975, 1976, 1977 e 1978) e um individual (1974). Nas Taças de Equipes Europeias de Esgrima, repetiu o feito das cinco conquistas nos mesmos anos dos títulos nacionais.
Ela conquistou a Copa da Europa em 1974, sendo considerada a melhor esgrimista do ano.

### Homenagens
Em 6 de março de 2012, Nikonova recebeu um distintivo oficial honorário do Ministério de Assuntos Internos da República do Tartaristão. Esta homenagem foi resultado de sua contribuição e participação no desenvolvimento do esporte no país. Em 3 de agosto de 2015, ela foi agraciada com o título de cidadã honorária de Cazã.